# Шептун Леонід Михайлович
Леонід Михайлович Шептун (нар. 5 вересня 1928) — радянський діяч, секретар Житомирського обласного комітету КПУ, голова виконавчого комітету Житомирської районної ради депутатів трудящих Житомирської області.

## Біографія
Освіта вища. Член КПРС.
До 1966 року — голова виконавчого комітету Житомирської районної ради депутатів трудящих Житомирської області.
У серпні 1966—1988 роках — секретар Житомирського обласного комітету КПУ.
Потім — персональний пенсіонер у Житомирі.

## Нагороди та відзнаки
- орден Трудового Червоного Прапора
- медалі